# Vallástudomány
A vallástudomány bölcsész- illetve kultúratudomány, mely a vallások hitrendszerét, intézményeit, illetve a vallásos ember viselkedésével foglalkozik. Jellegében leíró, összehasonlító, szisztematikus, magyarázó és értelmező, külön hangsúlyt fektetve a történelmi alapú, kultúrák egymásra való hatását figyelembe vevő elemzésre. 
Míg a teológia a természetfölötti megértésével, addig a vallástudomány a vallásos hittel és viselkedéssel foglalkozik, kívülről vizsgálva azt. Ebben több szakterületre támaszkodik, többek között az antropológiára, szociológiára, pszichológiára, filozófiára és vallástörténetre.  
A vallástudomány gyökerei a tizenkilencedik századig nyúlnak vissza, mikor is egyre népszerűbbé vált a Biblia tudományos tanulmányozása, valamint európai nyelvekre is fordítani kezdték a keleti (elsősorban buddhista és hindu) szent szövegeket. A terület korai, meghatározó alakjai Friedrich Max Müller és Cornelius P. Tiele. Ebben a korai szakaszban leginkább az összehasonlító vallástudomány számított meghatározó elemzési módnak, ezért gyakorlatilag szinonimaként vált használatossá a vallástudomány egészére. Ma ugyanez igaz  a vallástörténet kifejezésre, Mircea Eliade meghatározó tevékenysége nyomán.  

## A "vallás" definíciója
A terület kialakulása óta több próbálkozás is történt a "vallás", mint kutatási terület definiálására. Ezek gyakran monotetikusak, vagyis egy fő alkotóelem köré csoportosuló definíció, amely alkotóelem minden vallásban megtalálható. Kétféle monotetikus megközelítés létezik; az első szubsztantív, ami a vallás szellemiségének velejére fókuszál, például az Istenben vagy istenekben való hitre. Emellett létezik funkcionális megközelítés, ahol a vallási lényeg az emberre gyakorolt hatásban keresendő, például a halálfélelem csillapításában, egy csoport egyesítésében, vagy egy csoport igazolásában és megerősítésében egy másikkal szemben. Léteznek azonban politetikus definíciók is, amik esetében a tárgyra általánosságban több karakterisztika is jellemző. Így tehát nem szükséges, hogy legyen akár egy, minden vallásban megegyező, közös alkotóelem. 
További problémát jelent, hogy léteznek bizonyos szekuláris világnézetek, mint a fasizmus és marxizmus, melyek sok hasonlóságot bírnak a vallásokkal, de magukat nem tartják annak.
Ezzel együtt a szakma más kutatói szerint nem érdemes a "vallás" szóval dolgozni és azt definiálni, mivel azt a nyugat, mintegy az intellektuális imperializmus jegyében ráerőszakolta más kultúrákra. A valláskutató Russell T. McCutcheon szerint például "több népnek, amiket ezen kategórián keresztül vizsgálunk, nincs a nyelvében szó, ami ennek megfelelne". A szanszkritban például nem létezik ilyen fogalom. 

## Bővebb jelentése
Az ilyen értelemben vett vallást tárgyának tekintő, a vallási jelenségek sokféleségét komplex módon vizsgáló – a hit előfeltevéseit és a teológia megfontolásait mellőző – tudomány. A vallástudomány elmélettörténetét tekintve elsősorban vallástörténet és vallásfenomenológia, további résztudományai pedig a modern társadalomtudományok vallással és vallásossággal foglalkozó szakágai. A vallástörténet foglalkozik a vallások keletkezésével, fejlődésével, összefüggéseivel, a vallásfenomenológia a vallást alkotó elemekkel, a vallásszociológia a társadalom vallásosságának változásaival és vallási szerveződéseivel, a valláspszichológia a vallás lélektani vonatkozásaival.
Nem szabad összekeverni a vallástudományt a teológiával, hiszen a teológia a vallások tartalmának igazságával, és ezek összefüggéseivel kíván foglalkozni, míg a vallástudomány ettől eltekintve egy adott tárgynak kezeli a vallást, és elemzi azt. Másrészt a teológia általában egy adott egyház saját hitrendszerével foglalkozik és azt más vallási hagyományok mércéjének tekinti.

## Története
A vallástudomány történetét általában Friedrich Max Müllertől (1823-1900) eredeztetik. Az oxfordi tudós az összehasonlító nyelvtudomány akkori elméletének megfelelően összehasonlító vallástudományt alkotott, s erről az új tudományról számos előadást tartott, melyek könyv formájában is megjelentek.

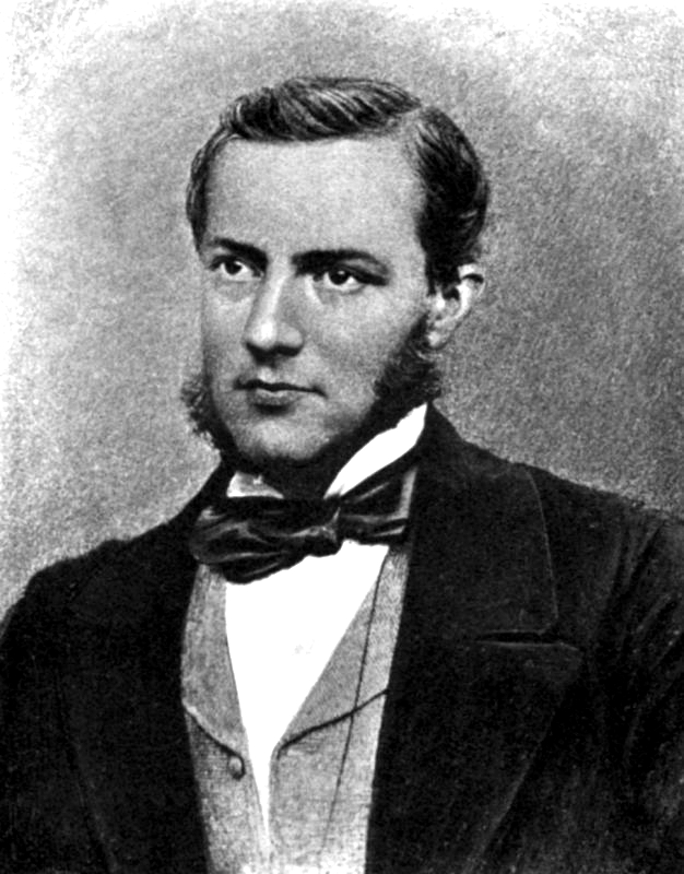
Friedrich Max Müller

## Ágai
- vallástörténet
- vallásföldrajz
- vallásfilozófia
- vallásfenomenológia
- összehasonlító vallástudomány
- valláspszichológia
- vallásszociológia
- neuroteológia

## Képzések Magyarországon
- Szegedi Tudományegyetem Vallástudományi Tanszék[1]
- ELTE (honlap)